# أسماء محفوظ
أسماء محفوظ هي ناشطة سياسية مصرية لمع نجمها إبَّان ثورة الخامس والعشرين من يناير، وهي عضو مؤسس في حركة 6 أبريل الشبابية وإحدى الداعيات لمظاهرات 25 يناير. كما أنها أحد أعضاء حزب التيار المصري. ينسب إليها وعددًا من زملائها أمثال الصحفية منى الطحاوي، الفضل في الدعوة لثورة الخامس والعشرين من يناير، بنشر فيديو يدعو للتظاهر قبل الثورة بأسبوع. ويشار إلى نشاطها البارز في ائتلاف شباب الثورة، وتأثيرها في مسيرة الثورة المصرية 2011.
في ال 27 من أكتوبر من العام 2011، جاءت أسماء محفوظ ضمن خمسة من ناشطي الثورات العربية الذين فازوا بجائزة ساخاروف التي يمنحها الاتحاد الأوروبي؛ إذ أنها إحدى ناشطات الثورة المصرية التي لمع اسمها واكتسبت شهرة في وسائل الإعلام بعد أن أسست حركة 6 ابريل التي كان لها دور كبير في قيام الثورة المصرية. حصلت أسماء محفوظ مؤخرا على المرتبة 381 في أقوى 500 شخصية عربية طبقاً لمجلة أرابيان بزنس عن دورها خلال أحداث الثورة والأحداث التي أعقبتها.
في مارس عام 2012، اختارت مجلة «نيوزويك» الأمريكية قائمة ضمت 150 امرأة من جميع أنحاء العالم «ممن تتحلين بالشجاعة ومواجهة الخوف»، ووصفتهن المجلة بأنهن صممن على أن تسمع أصواتهن وأشعلن ثورات وغيرن أفكارًا وفتحن مدارس وألهمن الأجيال الجديدة.وكان من بين هؤلاء 5 نساء من مصر: الناشطة السياسية أسماء محفوظ؛ وسميرة إبراهيم، التي وقفت بشجاعة أمام إجبارها وعدد من النساء على الخضوع لكشوف العذرية على يد ضباط في الجيش، بالإضافة إلى الكاتبة والصحفية منى الطحاوي؛ والناشطة في مجال حقوق المرأة، وأوضحت المجلة أسباب الاختيار، وقالت عن أسماء محفوظ إن الفيديو الذي نشرته في يناير 2011 عن المشاركة في الاحتجاجات «كان له دوره في الثورة، حيث انتشر بشكل كبير على مواقع التواصل الاجتماعي.

## النشأة والتعليم
ولدت «أسماء محفوظ» في الأول من فبراير عام 1985م. وكانت تسكن بحي عين شمس بالقاهرة في شقة متواضعة مع أسرتها. عملت أسماء بعدها لسنوات في القطاع الخاص، ثم عملت كمعدة في شركة لإنتاج الأفلام الوثائقية. حصلت محفوظ على بكالريوس إدارة الأعمال من جامعة القاهرة.

## العمل السياسي

### أحداث 6 أبريل
انخرطت أسماء في العمل السياسي عام 2008م من خلال المشاركة في توزيع وتفعيل الدعوة إلى إضراب عام 2008 يوم 6 أبريل عبر شبكة الإنترنت، ثم شاركت عقب الإضراب في تأسيس حركة شباب «6 أبريل». اعتبرت الناشطة الشابة من مفجري ثورة 25 يناير 2011م المصرية؛ حيث أنها من الأشخاص الفاعلين الذين أطلقوا شرارة الثورة، وذلك من خلال دعوتها إلى التظاهر مع مجموعة من أعضاء الحركة في ميدان التحرير احتجاجًا على الأوضاع السياسية في البلاد عقب توالي حوادث قيام عدد من المواطنين بإحراق أنفسهم.

### ثورة 25 يناير
بدأت محفوظ نشاطها من شبكة الإنترنت وتحديدًا على موقع الفيس بوك وقد تحدثت بالعامية المصرية على أحد مواقع الإنترنت عن أولى نشاطاتها الاحتجاجية فتقول: «فضلت شوية أشارك من بعيد لغاية ما نزلت أول مظاهرة طبعًا كنت خايفة جدًا كانت المظاهرة أمام نقابة الصحفيين ومكنتش عارفة حد بس نزلت وشاركت واتعرفت على الناس رجعت أوصف للناس على الفيس بوك ما حدث وأشجعهم ينزلوا للواقع، في الأول بابا كان خايف عليَّ أوي وأهلي حاولوا يمنعوني كثير.. كنت عارفة كويس الأمن بيعمل ايه وبيقدر يخوّف البنات إزاي.. بس كنت بقول في نفسي لو أنا خفت وغيري خاف هنفضل زي ما احنا ومش حنتغير ولا هنعمل حاجة ويبقى عليه العوض في البلد دي». وعقب ذلك أخذت محفوظ تناشد الشعب وخاصة الشباب والشابات بكلمات بسيطة مؤثرة معبرةً عن حسرة وحب للوطن الذي ضاعت فيه كرامة الشعب المصري وتفشى فيه الظلم والفقر والفساد. وفي غضون ذلك، قامت محفوظ بتحميل فيديو تحث فيه الشعب على التظاهر السلمي يوم 25 يناير 2011. قدمت أسماء نفسها كفتاة مصرية تدافع عن كرامتها وحقوقها وتقول للفساد لا، وتدعوا للخروج السلمي، وتُحمل كل الشباب الإدانة لو أنهم تركوها تنزل وحيدة وتحملهم ذنب كل من سُيضرب في هذه المسيرة السلمية إذا ما هم تقاعسوا عن الخروج من بيوتهم. وفي ليلة الرابع والعشرين من يناير الساعة العاشرة مساءً، نشرت محفوظ فيديو آخر تحث فيه المصريين على الخروج ليوم سلمي تمامًا والاعتصام ليوم أو اثنين أو ثلاثة حتى تتحقق المطالب. والأكثر من ذلك، فقد حثتهم على الصلاة والدعاء مسلمين ومسيحين لأن الله وحده القادر على نصرهم وحمايتهم. وفي نهاية الفيديو، اختتمت محفوظ قولها: "مستنية أشوفكم بكرة.. حأكون في الميدان الساعة الثانية ظهراً بالضبط.. ماحدش يتأخر كل واحد يجي ومعاه علم مصر.. هو الغطاء بتاعنا.. البلد بلدنا وحقنا.. ونطالب بحقنا كبني آدمين وكمصريين.. بكرة أملنا.. بكرة حلمنا.. أول خطوة في طريق حلمنا.. حاستناكم بكرة".
كانت أسماء محفوظ في تلك الآونة مجرد طالبة جامعية، لذا كانت بمثابة الرمز الذي شعر بما عاناه الشعب المصري من ذِلة ومهانة في وطن انتشر فيه الظلم والفقر والفساد. وكان الرمز الآخر هو ذلك المتسبب في تلك المعاناة ونخص بالذكر الرئيس المصري السابق محمد حسني مبارك، الذي رمز لنظام عمل على نشر الظلم والفقر والفساد؛ لذا فالمعركة لم تكن بين «أسماء محفوظ» و«حسني مبارك»، بل كانت بين الشعب والنظام.

### اعتقالها
في يوم 14 أغسطس 2011 مثلت أسماء محفوظ أمام النيابة العسكرية المصرية التي حققت معها بتهمة الإساءة إلى المجلس العسكري لما تكتبه على صفحتها عبر موقع تويتر، لكن فيما بعد، قررت النيابة إخلاء سبيلها بكفالة 20 ألف جنيه مصري واستمرار التحقيق معها في الاتهامات المنسوبة إليها حتى تنازل المجلس العسكري عن البلاغ المقدم ضدها. وبعد الإفراج عنها، كتبت أسماء على صفحتها على تويتر «يسقط يسقط حكم العسكر». ويذكر أن محاميها كان حسام عيسى.

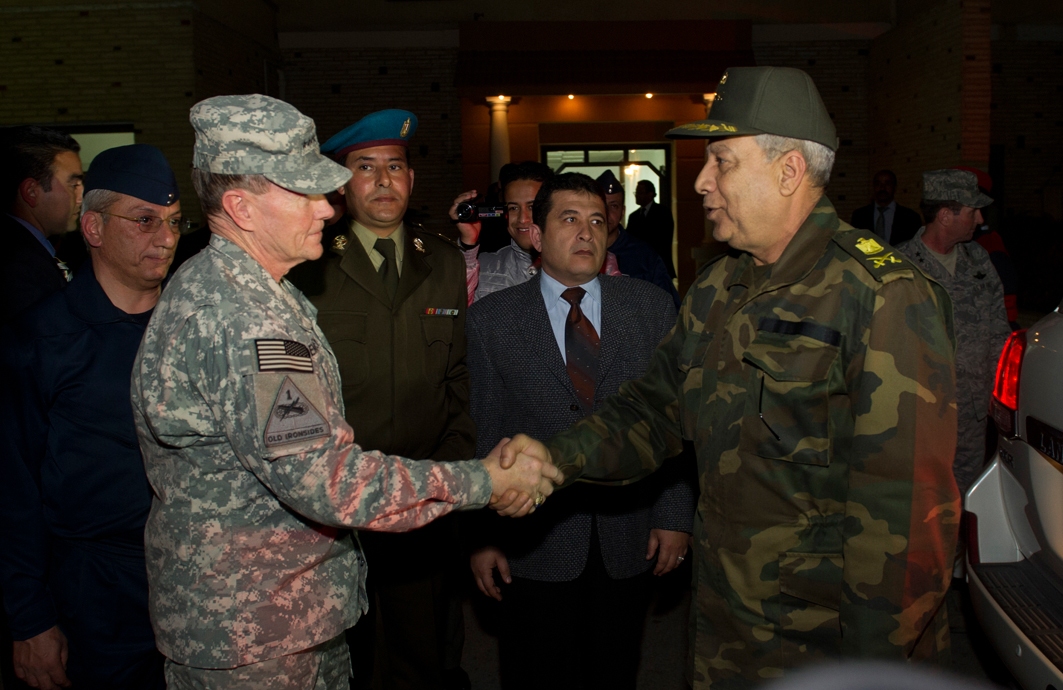
الرويني على يمين الصورة

وفي تصريحات لجريدة «المصري اليوم» فور خروجها من النيابة العسكرية قالت إن التحقيق الذي استمر ثلاث ساعات جاء بعد بلاغ مقدم من المجلس الأعلى للقوات المسلحة ضدها، يتهمها بسب المجلس، والجيش، والمشير طنطاوي، واللواء حسن الرويني، قائد المنطقة المركزية. وأضافت أنها نفت جميع التهم الموجهة لها، والتي اعتمدت بشكل أساسي على كتابتها في موقعي التواصل الاجتماعي «فيس بوك» و«تويتر»، موضحة أن اتهامها بالدعوة لعمليات مسلحة و«زعزعة الأمن العام» لا أساس له من الصحة، وأنها كانت تحذر المجلس العسكري من أن «سوء الإدارة وغياب العدالة سيؤديان إلى الفوضى».
انتقد «ائتلاف شباب الثورة» و«حزب التيار المصري» استدعاء النيابة العسكرية للناشطة السياسية وعضو «التيار المصري»، أسماء محفوظ، «دون سبب واضح»، للمثول أمامها على خليفة التحقيق معها دون ذكر أي معلومات في القضية رقم 55 إداري عسكري، وشدد البيان على أنه «لا قبول بعودة مؤسسات القمع الممنهج وإرهاب النشطاء السياسيين».
تظاهر صباح الأحد الموافق 14 أغسطس 2011، العشرات من النشطاء السياسيين بحركة شباب 6 أبريل، أمام النيابة العسكرية بمدينة نصر، تضامناً مع أسماء محفوظ.

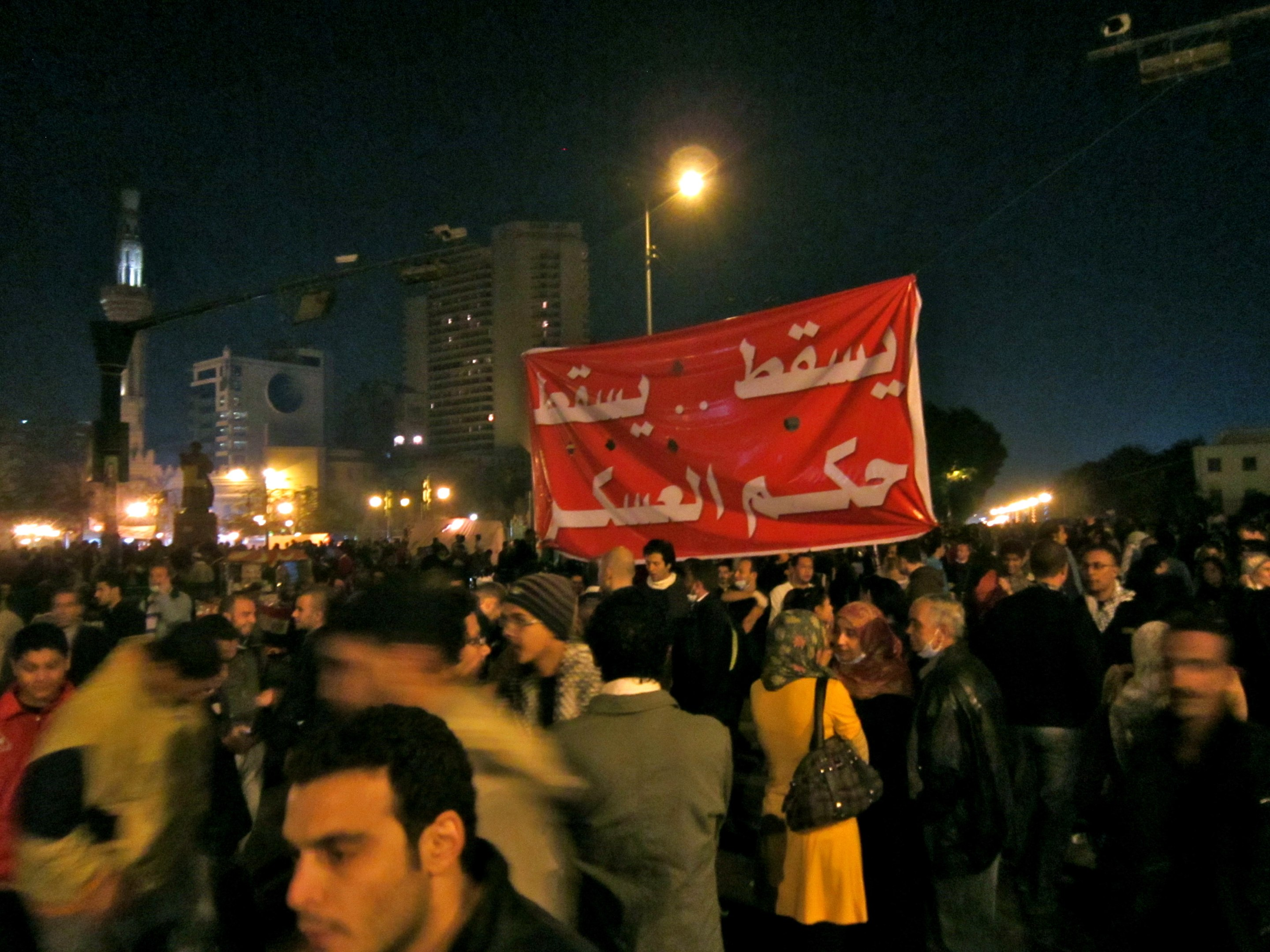

وقال أحمد ماهر، المنسق العام لحركة شباب 6 أبريل الجبهة الديمقراطية، إن ما يحدث ما هو إلا مخطط واضح منذ نجاح الثورة، والجيش والداخلية يريدان تشويه شكل الحركات الثورية والائتلافات التي شاركت في نجاح الثورة، والتفرقة بينها وتشتيتها.
استنكرت منظمة «هيومان رايتس ووتش» المعنية بحقوق الإنسان، تضييق الجيش على حقوق التعبير في مصر، وقالت إن تحقيق المدعي العام العسكري مع الناشطة أسماء محفوظ بتهمة «إهانة الجيش» يعتبر تصعيدا خطيرًا لما يقوم به المجلس الأعلى للقوات المسلحة لتكميم أفواه منتقديه. وأشار بيان للمنظمة إلى أن عددًا كبيرًا من المحتجين، ومدنيين، قد أُحيلوا للمحكمة العسكرية في أسبوع فقط، مشددة على أنه لا يجب أن يحاكم المدنيين أمام محاكم عسكرية لا تتفق مع المبادئ الأساسية للعدالة. واعتبر جو ستورك، نائب مدير شؤون الشرق الأوسط، أن قرار محاكمة أسماء محفوظ يُعد «هجومًا كبيرًا على حرية التعبير والمحاكمات العادلة باستخدام نفس القوانين المسيئة التي كان نظام مبارك يستخدمها ضد معارضيه».
وأضاف ستورك أن «الجيش يستخدم أسماء لتكميم أفواه المعارضين المحتملين، لإرسال رسالة مفادها أن من ينتقد المجلس العسكري مآله السجن». وأوضح بيان «هيومن رايتس ووتش» أن قضية أسماء هي الأحدث في سلسلة محاكمة أصحاب الآراء المخالفة للجيش، الذي أصبح يقلل قائمة المسموح به أكثر فأكثر، واختتم البيان بالقول إن مصر تحتاج بشكل عاجل لمراجعة الإطار القانوني الذي استخدم بواسطة نظام مبارك لتكميم أفواه المعارضة، وليس من المقبول للجيش أن يستخدم مثل هذه القوانين للقضاء على حرية الرأي والتعبير، خاصة مع اقتراب الانتخابات البرلمانية.
كما أعربت الولايات المتحدة عن قلقها حيال إحالة الناشطة أسماء محفوظ للمحكمة العسكرية بتهمة «إهانة القوات المسلحة»، وقالت المتحدثة باسم وزارة الخارجية الأمريكية، فيكتوريا نولاند «نشعر بالقلق إزاء التهم الموجهة ضد أسماء محفوظ». وقالت المتحدثة الأمريكية، خلال الموجز الصحفي اليومي للوزارة، إن «الولايات المتحدة تعتقد أنه ينبغي السماح لجميع الأفراد بأن يمارسوا حقهم في حرية التعبير بطريقة سلمية، وأن المسؤولين الأمريكيين قلقون من الإجراءات التي تم اتخاذها ضد (محفوظ) وشخصيات أخرى تم استدعاؤها أمام المحاكم العسكرية».
طالبت منظمة «العفو الدولية» الحقوقية، السلطات المصرية بإسقاط التهم فورًا عن المدونة والناشطة أسماء محفوظ، والتي وجهت لها اتهامات بتشويه سمعة الجيش على الموقع الاجتماعي «تويتر». وقالت المنظمة في بيان لها إن أسماء محفوظ (26 سنة) تم عرضها على النيابة العسكرية، وأفرج عنها بكفالة 20 ألف جنيه مصري بعد ظهور حملات إلكترونية تبدي قلقها من نظام العدالة في مصر ومن إجراءات المجلس الأعلى للقوات المسلحة والحكومة الانتقالية. وقال مالكوم سمارت، مدير برنامج الشرق الأوسط وشمال أفريقيا بالمنظمة إن «أسماء تحاكم عسكريًا فقط لأنها انتقدت نظام العدالة الذي يعمل به الجيش المصري في تعليقات إلكترونية، ولم يبد أنها كانت تحرض على العنف أو تمثله». وقال إن قرار السلطات المصرية بإحالة محفوظ إلى المحاكمة العسكرية يمثل «رسالة تحذير مفادها أن انتقاد السلطات لن يتم التسامح معه»، مشددا على ضرورة إسقاط جميع التهم عنها فورا. وأضاف سمارت أن محاكمة المدنيين عسكريًا إشكالية صعبة لأن هذه المحاكم «غالبًا غير عادلة وتحرم المتهمين من بعض الضمانات الأساسية لمحاكمتهم بشكل عادل، وأهمها حقهم في استئناف الحكم». واعتبر بيان «العفو الدولية» أن مثل هذه المحاكمات التي تم استخدامها بكثرة منذ تنحي الرئيس السابق حسني مبارك عن الحكم، تنتهك المتطلبات الأساسية للعدالة والحقوق، رافضًا إجراءها أو تعرض المدنيين لها.
وفي 14 أغسطس 2011، استنكر الدكتور محمد البرادعي، تقديم الناشطة أسماء محفوظ إلى القضاء العسكري، وكتب على حسابه الشخصي بموقع التواصل الاجتماعي «تويتر» معقبًا على القضية: «تقديم أسماء محفوظ للقضاء العسكري ومبارك والعادلي للقضاء المدني هو إجهاض لكل ما قامت الثورة من أجله، أوقفوا هذه المهزلة فوراً».
أدان الشيخ حازم صلاح أبو إسماعيل، المرشح المحتمل لرئاسة الجمهورية وقتذاك في بيان له التحقيق مع الناشطة أسماء، أمام النيابة العسكرية، وإحالتها إلى القضاء العسكري. وقال أبو إسماعيل في بيانه: «لقد هالني ما طالعته من أنباء ما جرى للناشطة الأستاذة أسماء محفوظ، من شأن إحالتها للنيابة العسكرية والقضاء العسكري والمحاكمة العسكرية»

## الاجتماع مع الرئيس محمد مرسي
كانت أسماء ضمن لقاء جمع القوى الوطنية والقيادات الحزبية بالرئيس المصري محمد مرسي في شهر أكتوبر من العام 2012، وعبرت محفوظ عما أصابها من إحباط تجاه هذا الحديث، وقالت أنه لم يجدي نفعًا.

## آرائها
هناك العديد من التصريحات أصدرتها أسماء محفوظ تعليقاً على أحداث سياسية مثل استيائها من الدعوات المطالبة بانتخاب الدكتور محمد مرسي مرشح حزب الحرية والعدالة في جولة الإعادة بالانتخابات الرئاسية ضد منافسه أحمد شفيق من أجل إنقاذ الثورة المصرية وأعتبرت ذلك إهدر لها.
كما هاجمت محفوظ النظام المصري بعد قراره حل حركة 6 أبريل من خلال تدوينه قائلةً: «هو مش السيسي ده كان عضو المجلس العسكري اللي أيد ثورة يناير وحيوا الشهداء وكانو متواجدين لحظة اقتحام مقرات أمن الدولة، وكل ده حصل بمباركتهم». وأضافت: «السيسي ده اللي قعد معانا وفضل يحكي ويتحاكى بدور القوات المسلحة في ثورة يناير وحمايتها.. اتقلبت نكسة امتى بقى وبقينا خونة وعملا ازاي؟».

## اتهامات وجهت لها
في السابع من شهر مارس لعام 2012، تقدم 732 شخصاً، ببلاغ ضد الناشطة أسماء محفوظ وعدد من الشخصيات العامة من بينهم الإعلامي يسري فودة، وممدوح حمزة، وأبو العز الحريري، ووائل غنيم؛ يتهمونهم بالتحريض على «إسقاط الدولة وإثارة الفتن ضد المجلس العسكري»، فيما أحالت النيابة البلاغ للقضاء العسكري للاختصاص فيه.
في عام 2013، تقدم علي عبد العزيز فهمي مدير عام بمديرية الشباب والرياضة بمحافظة الغربية، ببلاغ يتهم فيه أسماء محفوظ بالاعتداء عليه بآلة حادة أمام مكتب النائب العام، أثناء تقديم بلاغ ضد نوارة نجم، مما أسفر عن إصابته بجرح بالرأس. كان المجني عليه، عبد العزيز فهمي، قد تقدم أيدت محكمة جنح عين شمس، برئاسة المستشار محمد البغدادي، وأمانة سر كريم علي، الحكم الصادر على الناشطة السياسية أسماء محفوظ، بالحبس سنة وغرامة، 2000 جنيهًا مصريًا، لاتهامها بالاعتداء على عبد العزيز فهمي، أمام مكتب النائب العام.
في أغسطس 2013، كلف النائب العام، المستشار هشام بركات، نيابة أمن الدولة العليا، بالتحقيق في البلاغ المقدم من عبد العزيز فهمي، مدير عام الشباب والرياضة بالغربية، ضد الناشطتين إسراء عبد الفتاح، وأسماء محفوظ، بتهمة «العمالة والتخابر لجهات أجنبية»، وكذلك فحص طلب إدراجهما على قوائم الممنوعين من السفر. وقال«عبد العزيز»، في بلاغه رقم 11459 لسنة 2013 عرائض النائب العام، إن «إسراء وأسماء متورطتان في الحصول على مبالغ مالية، وذلك استنادًا على ما جاء في تصريحات الدكتورة فايزة أبو النجا، وزيرة التعاون الدولي السابقة، والتي قالت فيها إن إجمالي الأموال التي دخلت مصر للنشطاء السياسيين والحقوقيين يقدر بمليار و600 مليون جنيه مصري، وأنهما من ضمن الحاصلين عليها».

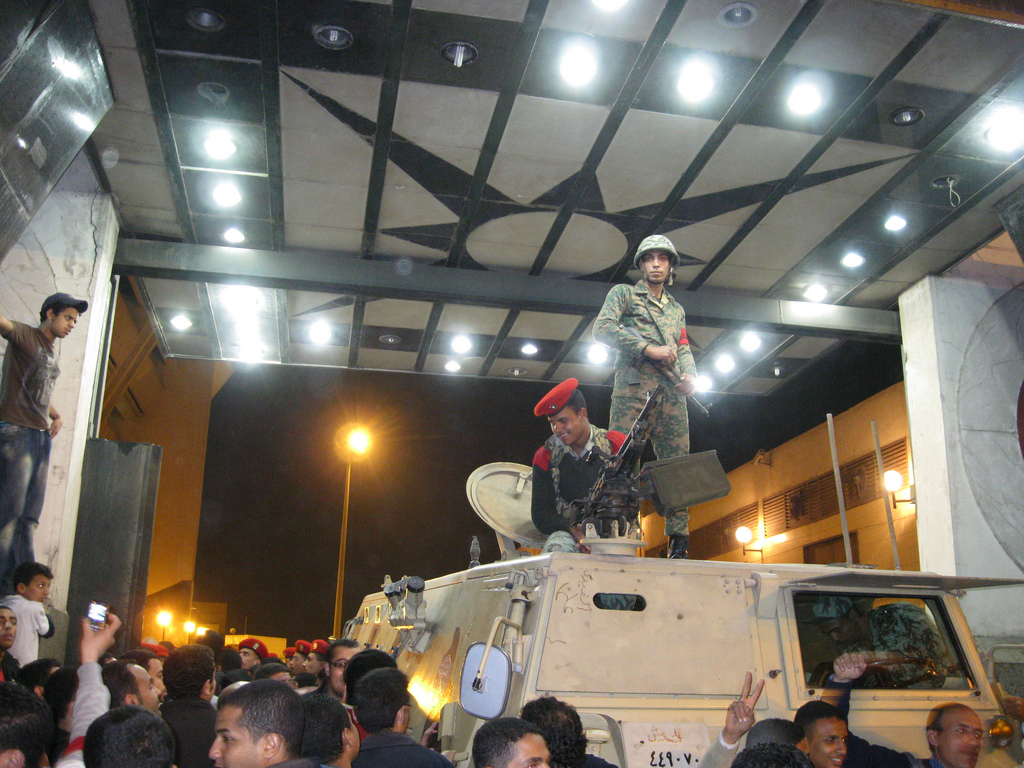
اقتحام جهاز أمن الدولة

### اقتحام جهاز أمن الدولة
في 1 يناير عام 2014، تقدم سمير صبري المحامي ببلاغ للنائب العام المستشار هشام بركات ضد كل من مصطفى النجار وعبد الرحمن يوسف القرضاوي وأسماء محفوظ، يتهمهم بالتورط في واقعة اقتحام مقر جهاز أمن الدولة وسرقة ملفات وهارديسكات وأشياء أخرى وتهريبها خارج المقر ومشاركة أسماء محفوظ بالدعوة للحشد لهذا الاقتحام. وجاء في البلاغ ان كلاً من مصطفى النجار وعبد الرحمن يوسف القرضاوي وأسماء محفوظ تورطوا في اقتحام مقر جهاز أمن الدولة بمعرفة مصطفى النجار وبعلم عبد الرحمن يوسف؛ وبحشد من أسماء محفوظ وقيام الأول بإقراره بسرقة ملفات تخص بعض الشخصيات العامة والإعلامية منى الشاذلي وكذلك سرقة هارديسكات تحتوي على معلومات أمنية خطيرة وأن هذا الفعل يشكل جريمة أمن دولة عليا من واقعة اقتحام منشأة سيادية وصولًا إلى سرقة ملفات وأجهزة نهاية إلى ابتزاز شخصيات عامة. وقدم صبري حافظة مستندات تحتوي على اسطوانات مدمجة تؤكد واقعة الحشد واقتحام مقر جهاز أمن الدولة وسرقة بعض محتوياته بمعرفة وبعلم المبلغ ضدهم وطلب تحقيق الواقعة وصولًا إلى إحالة المبلغ ضدهم للمحاكمة الجنائية.

### ترحيلها من الكويت
في 17 سبتمبر 2013، رفضت السلطات الكويتية السماح للناشطة المصرية أسماء محفوظ وابنتها عاليا محمد بدخول أراضيها. كانت أسماء محفوظ قد توجهت إلى الكويت من مطار القاهرة لزيارة زوجها الذي يعمل هناك إلا أنها فوجئت لدى وصولها لجوازات مطار الكويت بإدراج اسمها ضمن الممنوعين من دخول الكويت.

## إنجازات

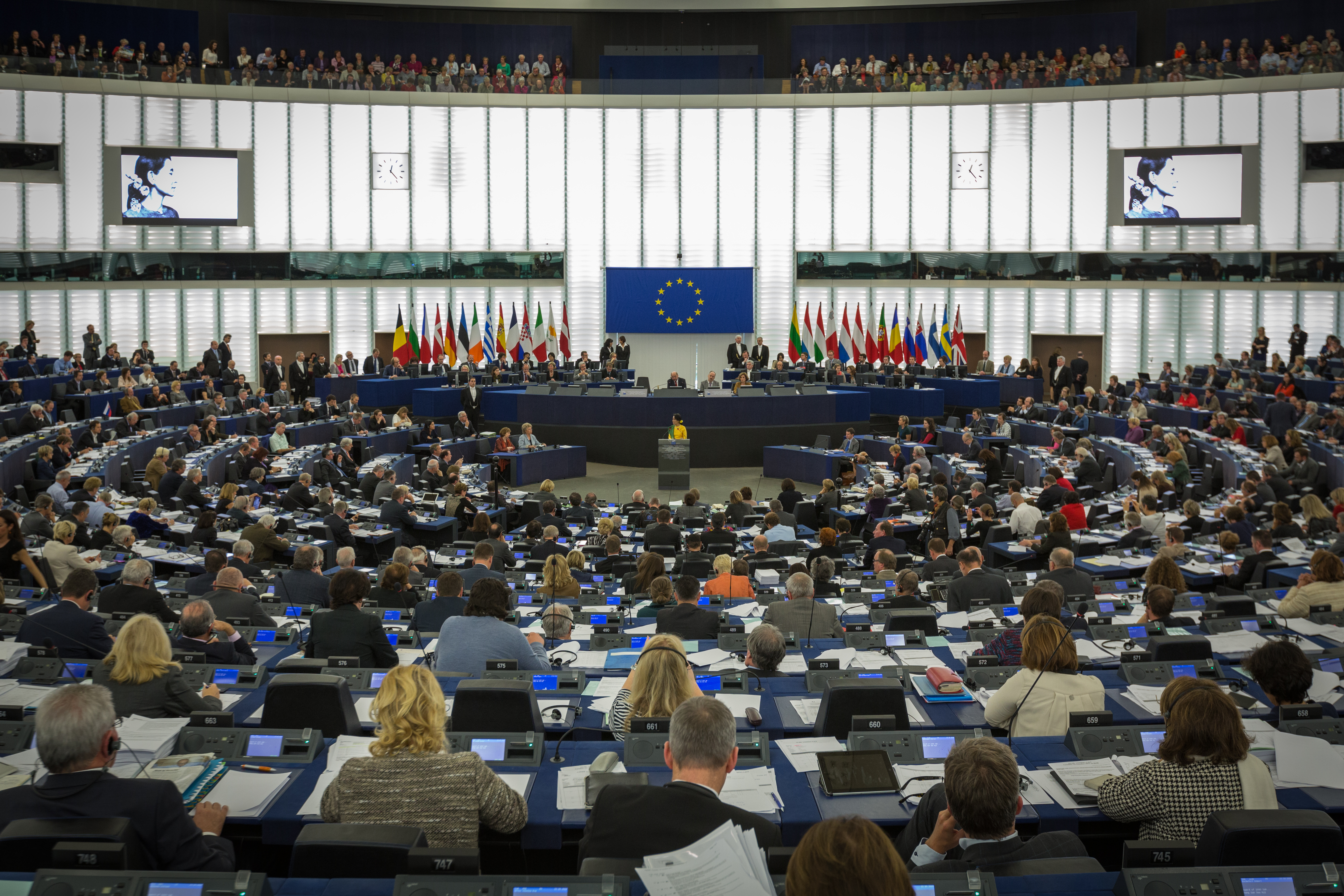
الاحتفال بتوزيع جائزة ساخاروف، 2013

في ال 27 من أكتوبر من العام 2011، جاءت أسماء محفوظ ضمن خمسة من ناشطي الثورات العربية الذين فازوا بجائزة ساخاروف التي يمنحها الاتحاد الأوروبي؛ إذ أنها إحدى ناشطات الثورة المصرية التي لمع اسمها واكتسبت شهرة في وسائل الإعلام بعد أن أسست حركة 6 أبريل التي كان لها دور كبير في الثورة المصرية. حصلت أسماء محفوظ مؤخرا على المرتبة 381 في أقوى 500 شخصية عربية طبقاً لموقع أرابيان بزنس عن دورها خلال أحداث الثورة والأحداث التي أعقبتها.
في مارس عام 2012، اختارت مجلة «نيوزويك» الأمريكية قائمة ضمت 150 امرأة من جميع أنحاء العالم، «ممن تتحلين بالشجاعة ومواجهة الخوف»، ووصفتهن المجلة بأنهن صممن على أن تسمع أصواتهن، وأشعلن ثورات، وغيرن أفكارًا، وفتحن مدارس وألهمن الأجيال الجديدة. وكان من بين هؤلاء 5 نساء من مصر، أبرزهم أسماء محفوظ. وأوضحت المجلة أسباب الاختيار، فقالت عن أسماء محفوظ إن الفيديو الذي نشرته في يناير 2011 عن المشاركة في الاحتجاجات «كان له دوره في الثورة، حيث انتشر بشكل كبير على مواقع التواصل الاجتماعي، وأصبح البعض يصفها بأنها قائدة للثورة في مصر». وصنفتها مجلة أرابيان بزنس رقم 381 ضمن قائمة ال500 سيدة الأكثر تأثيرًا في العالم.

## وصلات خارجية
- أسماء محفوظ على موقع IMDb (الإنجليزية)
- أسماء محفوظ على موقع كينوبويسك (الروسية)